# Fonterra
Fonterra — новозеландская молочная компания. Образовалась в 2001 году объединением трёх организаций молочной отрасли Новой Зеландии: New Zealand Dairy Group, Kiwi Cooperative Dairies и New Zealand Dairy Board. Крупнейшая компания страны и крупнейший в мире экспортёр молокопродуктов.

## История
Первый кооператив в молочной отрасли Новой Зеландии был создан в 1871 году, к началу XX века почти все предприятия отрасли имели форму кооператива. Позже сформировалось два крупных объединения кооперативов — New Zealand Dairy Group и Kiwi Cooperative Dairies. В отрасли большое влияние имели государственные органы: в 1923 году был создан Совет по экспорту молочной продукции (Dairy Export Control Board), а в 1947 году — Комиссия по маркетингу молочной продукции (Dairy Products Marketing Commission), в 1961 году они были объединены в Совет по производству и маркетингу молочной продукции (Dairy Production and Marketing Board). Долгое время основным рынком для новозеландских молокопродуктов была Великобритания, но в 1960-х годах началось расширение географии экспорта. Первым зарубежным предприятием стал завод по разведению сухого молока в Сингапуре, открытый в начале 1960-х годов.
В 1987 году Молочный совет был преобразован в государственную корпорацию, в следующие годы была создана обширная сеть из 80 маркетинговых филиалов по всему миру. Отрасль страны оставалась кооперативной — фермеры имели доли в молокозаводах, которые перерабатывали их молоко, а заводы были пайщиками Молочного совета. В конце 1990-х годов началась подготовка к слиянию трёх основных участников молочного рынка Новой Зеландии; к этому времени на молочную продукцию приходилось 20 % экспорта страны. Слияние было завершено в октябре 2001 года образованием Fonterra Co-operative Group. В 2002 году для выхода на рынки Америки было создано совместное предприятие с Nestlé, названное Dairy Partners America.
В 2005 году была куплена молочная компания Bonlac, базирующаяся в штате Виктория (Австралия). В 2014 году Dairy Partners America было реорганизовано, партнёры разделили активы а Латинской Америке, формат совместного предприятия был сохранён только в Бразилии; в конце 2022 года эти бразильские операции были проданы компании Lactalis.

## Деятельность
Компания занимается сбором, переработкой и продажей молока и молокопродуктов. Продукция включает сухое молоко и сливки, молоко, йогурт, сливочное масло и сыры под брендами Anchor, Anmum, Anlene, NZMP, Farm Source, De Winkel, Fresh 'n Fruity, Kapiti, Mainland, Mammoth, Perfect Italiano, Piako, Primo и Symbio. Компании принадлежит собственная розничная сеть Fonterra Farm Source, однако основная часть продукции реализуется оптом заведениям общественного питания.
Подразделения по состоянию на 2022 год:
- Азия, Ближний Восток и Америка — 37 % выручки;
- Азиатско-Тихоокеанский регион — 34 % выручки;
- Китай, Гонконг и Тайвань — 29 % выручки.

Распределение выручки по регионам: КНР — 27 %, остальная Азия — 35 %, Америка — 13 %, Новая Зеландия — 9 %, Австралия — 8 %, другие регионы — 8 %.